# جنگل گیشواتی
جنگل گیشواتی (به لاتین: Gishwati Forest) یک منطقه حفاظت‌شده و جنگل در رواندا است که در رواندا واقع شده‌است.